# Frederico Guilherme da Prússia
Frederico Guilherme da Prússia (em alemão: Friedrich Wilhelm Viktor Karl Ernst Alexander Heinrich von Preußen; 12 de julho de 1880 – 9 de março de 1925) foi um membro da Casa de Hohenzollern e bisneto do rei Frederico Guilherme III da Prússia.

## Início da vida e educação
Frederico Guilherme nasceu no Palácio Kamenz em Kamenz, Reino da Prússia, (atual Kamieniec Ząbkowicki, Polônia), era o filho mais novo do príncipe Alberto da Prússia com sua esposa a princesa Maria de Saxe-Altemburgo, filha de Ernesto I, Duque de Saxe-Altemburgo. Ele era bisneto do rei Frederico Guilherme III da Prússia e do rei Guilherme I dos Países Baixos. Ele era primo de segundo grau do último cáiser alemão Guilherme II.
Durante sua juventude, ele passou um tempo em Berlim, no Castelo de Reinhartshausen de sua avó paterna em Erbach, e em Brunsvique, onde seu pai serviu como regente. Alguns anos depois, ele estudou direito na Universidade de Bonn, onde recebeu o título de Doutor em Filosofia. Seus principais interesses eram literatura e música.

## Carreira política
Após o casamento, o príncipe viveu com sua esposa em Rudy. Em 1912, foi eleito Landrat do Distrito de Frankenstein, onde permaneceu até 1918, até a abolição da monarquia alemã e o estabelecimento da República de Weimar. Anteriormente, ele participou ativamente das hostilidades durante a Primeira Guerra Mundial, pela qual foi promovido ao posto de major-general. Na maior parte do tempo ele viajou pela Europa e pelo mundo, às vezes em importantes missões diplomáticas, representando o cáiser Guilherme II. Sentindo a queda da monarquia na Alemanha, no final da guerra, ele começou a discutir e trocar pontos de vista com professores universitários sobre a reconstrução do sistema de governo existente, propondo a introdução de uma monarquia constitucional modelada na forma de governo do Reino Unido.
Em 1918, foi considerado para o cargo de rei da Finlândia. No entanto, o catolicismo de sua esposa impediu isso, e os finlandeses escolheram o príncipe Frederico Carlos de Hesse (que era luterano assim como sua esposa).
Após a guerra e o estabelecimento da república na Alemanha, Frederico Guilherme envolveu-se com os monarquistas, propondo a restauração do Império Alemão. Ele estava determinado a assumir o papel de regente até que o herdeiro do trono atingisse a maioridade. Ele morreu em 1925, aos 44 anos, em Weisser Hirsch, um bairro residencial de Dresden.

## Casamento e descendência
Frederico Guilherme casou-se em 8 de junho de 1910 em Potsdam com a princesa Ágata de Hohenlohe-Waldenburg-Schillingsfürst (1888–1960), filha de Vítor II, Duque de Ratibor com sua esposa a condessa Maria Breunner-Enkevoith.
- Maria Teresa da Prússia (2 de maio de 1911 – 3 de janeiro de 2005), casou-se em 1932 com Aloys Rudolph Hug, com descendência.
- Luísa Henriqueta da Prússia (21 de julho de 1912 – 12 de outubro de 1973), casou-se em 1936 com Wilhelm Schmalz, com descendência.
- Mariana da Prússia (23 de agosto de 1913 – 1 de março de 1983), casou-se em 1933 com o príncipe Guilherme de Hesse-Philippsthal-Barchfeld, com descendência.
- Isabel da Prússia (9 de fevereiro de 1919 – 24 de agosto de 1961), casou-se em 1948 com Heinz Mees, sem descendência.

## Honras[2]
- Reino da Prússia:
  - Ordem da Águia Negra, Cavaleiro com Colar
  - Ordem da Águia Vermelha, Grã-Cruz com Coroa
  - Ordem da Coroa da Prussiana, Cavaleiro (Primeira Classe)
  - Ordem da Casa de Hohenzollern, Grande Comandante
  - Cruz de Ferro, 2.ª Classe
  - Cruz de Mérito para Ajuda de Guerra
- Hohenzollern: Ordem da Casa Principesca de Hohenzollern, Cruz de Honra (Primeira Classe)
- Ducado de Anhalt: Ordem de Alberto, o Urso, Grã-Cruz
- Baden: Ordem de Fidelidade, Cavaleiro
- Brunsvique: Ordem de Henrique, o Leão, Grã-Cruz
- Ducados ernestinos: Ordem da Casa Saxe-Ernestina, Grã-Cruz
- Lipa-Detmold: Ordem da Casa de Lipa, Cruz de Honra com Coroa Dourada (Primeira Classe)
- Mecklemburgo: Ordem da Coroa Vêndica, Grã-Cruz com Coroa em Ouro
- Reuss: Cruz de Honra com Coroa
- Saxe-Weimar-Eisenach: Ordem do Falcão Branco, Grã-Cruz
- Eschaumburgo-Lipa: Ordem da Casa de Eschaumburgo-Lipa, Cruz de Honra (Primeira Classe)